# Xylotoles apicalis
Xylotoles apicalis là một loài bọ cánh cứng trong họ Cerambycidae.